# Sivas Belediyespor
Sivas Belediyespor ist ein türkischer Fußballverein aus der zentralanatolischen Stadt Sivas aus der gleichnamigen Provinz Sivas und wurde hier 1940 gegründet. Ihre Heimspiele bestreitet die Mannschaft auf einem Trainingsplatz auf dem Gelände des Sivas Stadion des 4. Septembers. Die Vereinsfarben sind rot-blau. Der Verein wird von der Verwaltung von der Stadt Sivas unterhalten und pflegt gute Beziehungen zum Erstligisten der Stadt, zu Sivasspor.

## Geschichte

Vereinswappen welches bis zum Sommer 2015 verwendet wurde

### Gründung
Der Verein wurde 1940 als Sportverein mit mehreren Abteilungen gegründet. Später übernahm die Stadtverwaltung von Sivas den Verein und unterstützte diesen fortan. Der bisherige Vereinsname wurde in Sivas 4 Eylül Belediyespor geändert. Neben den bisher vorhandenen Abteilungen wurde in den 1980er Jahren auch eine Fußballabteilung eröffnet.

### Einstieg in den Profifußball und Namensänderung in Sivas 4 Eylül Belediyespor
Um den Verein besser vom Erstligisten der Stadt, Sivasspor, unterschieden zu können, änderte man den Vereinsnamen im Sommer 2009 in Sivas 4 Eylül Belediyespor um. Im Sommer 2010 gelang der Aufstieg in die TFF 3. Lig, der vierthöchsten türkischen Spielklasse, und damit die erste Teilnahme am türkischen Profi-Fußballbetrieb. Nachdem man in den ersten zwei Saisons in dieser Liga mittlere Tabellenplätze belegt hatte, spielte man in der Saison 2012/13 lange Zeit um die Meisterschaft. Zum Saisonende qualifizierte man sich durch den erreichten 3. Tabellenplatz für die Playoffs der Liga.
Im Halbfinale dieser Playoffs, in denen die letzten drei Aufsteiger ausgespielt wurden, unterlag man Dardanelspor mit 1:2 und verpasste so den Aufstieg in die TFF 2. Lig.

### Aufstieg in die TFF 2. Lig
Nachdem die Mannschaft die  Spielzeit 2013/14 auf einem mittleren Tabellenplatz beendet hatte, lieferte sie sich in der 2014/15 mit Eyüpspor ein Kopf-an-Kopf-Rennen um die Meisterschaft. Zwar eroberte das Team zu Saisonbeginn zwei Mal für jeweils einen Spieltag die Tabellenführung, hatte aber insgesamt gegenüber Eyüpspor das Nachsehen und beendete die reguläre Ligaphase hinter diesem als Vizemeister. Durch diese Platzierung verfehlte der Klub den direkten Aufstieg in die TFF 2. Lig, qualifizierte sich aber für die Play-off-Phase der Saison. Im Play-off-Finale besiegte Sivas 4 Eylül Denizli Büyükşehir Belediyespor mit 1:0 und stieg zum ersten Mal in seiner Vereinshistorie in die TFF 2. Lig auf.
Vor dem Saisonstart 2015/16 nahm der Verein wieder seinen ursprünglichen Namen Sivas Belediyespor. Ebenso wurden die Vereinbaren von rot-blau auf grün-weiß geändert.

## Ligazugehörigkeit
- 3. Liga: Seit 2015
- 4. Liga: 2010–2015
- Amateurliga: bis 2010

## Bekannte ehemalige Spieler
- Muhammed Ali Atam

## Ehemalige Trainer (Auswahl)
- Ömer Ataş (August 2010 – März 2013)
- Yusuf Tokuş (August 2014 - )
- Ahmet Polat
- Turhan Tunahan

## Weitere Abteilungen
- Karate
- Volleyball
- Handball
- Taekwondo
- Wuschu
- Sayokan
- Straßenradsport
- Rafting